# Хемофілателія
Хемофілателі́я (англ. chemophilately, рос. хемофилателия) — колекціонування і опис поштових мініатюр (марок, листівок) на хімічну тематику: присвячених знаменитим хімікам, видатним хімічним досягненням, відкриттям, форумам, навчальним і науковим закладам, де розвивається хімія, стикам хімії з іншими науками, різним царинам застосування хімії, наприклад, фармацевтичній хімії, хімічній промисловості тощо. Слід відрізняти від філателохімії.

## Галерея

- Файл:DBP 1979 1020 Otto Hahn Kernspaltung.jpg
- Файл:Stamp of Germany (DDR) 1960 MiNr 801.JPG
- Файл:Stamp of Germany (DDR) 1960 MiNr 803.JPG
- Файл:Stamp of Germany (DDR) 1960 MiNr 800.JPG